# ウィリアム・ローズクランズ
ウィリアム・スターク・ローズクランズ（英:William Rosecrans、1819年9月6日-1898年3月11日）は、発明家、石炭油会社社長、外交官、政治家、アメリカ陸軍士官である。南北戦争中に北軍の将軍として名声を得た。第二次コリンスの戦いやストーンズリバーの戦いおよびタラホーマ方面作戦など西部戦線における有名な戦いでの勝者だったが、その軍歴は1863年のチカマウガの戦いで惨めな敗北を喫して事実上終わった。

## 生い立ちと初期の経歴
オハイオ州デラウェア郡キングストン・タウンシップのリトルテイラー・ランで、クランデル・ローズクランズとジェーン・ホプキンズ夫妻の息子として生まれた。曽祖父のスティーヴン・ホプキンスはロードアイランド植民地総督であり、アメリカ独立宣言の署名者だった。
1842年に陸軍士官学校を同期56名のうち5番目の成績で卒業した。同期にはジェイムズ・ロングストリート、D・H・ヒルおよびアブナー・ダブルデイのような著名な将来の将軍たちがいた。アメリカ陸軍はローズクランズを工兵技師に任命し、バージニア州ハンプトン・ローズの要塞化の任務を当てた。後にウェスト・ポイント（陸軍士官学校）の講師を務め、ニューイングランドの様々な勤務地を動いた。1854年に陸軍から退役し、土木業界に入った。バージニア州西部（今日のウェストバージニア州）で鉱業を営んで大変うまく経営し、石鹸を作るより効果的な方法など多くの発明もした。

## 南北戦争
プレストン石炭油会社社長を務めていた1859年、石油ランプが爆発して大火傷をした。この火傷から快復するころに南北戦争が始まった。ジョージ・マクレラン少将の志願副官として従軍を始めた。大佐に昇進したローズクランズは第23オハイオ歩兵連隊の指揮官となったが、その隊員の中には後に大統領となったラザフォード・ヘイズとウィリアム・マッキンリーがいた。1861年5月16日付けで正規軍の准将に昇進した。リッチ山の戦いでの北軍勝利を含むウェストバージニア方面作戦におけるローズクランズの作戦と決断は、極めて有効だということが証明された。しかし、その上官マクレラン少将がその勝利に功績ありとされた。第一次ブルランの戦いで北軍が蒙った敗北の後で、マクレランはワシントンD.C.に呼びつけられ、総司令官ウィンフィールド・スコットはマクレランがウェストバージニアにおける指揮権をローズクランズに渡すよう示唆した。マクレランはその通りにし、ローズクランズがウエストバージニア方面軍となる部隊の指揮に就いた。

### イウカからコリンス
1862年5月にミシシッピ軍右翼の指揮を受け、ヘンリー・ハレック少将が指揮したコリンスの包囲戦では重要な役割を演じた。6月26日には全軍の指揮権を受け、7月にはコリンス地区軍を指揮する2重の責任が加わった。この役割で、ユリシーズ・グラント少将の有能な部下となり、1862年9月と10月のイウカ・コリンス方面作戦の指示を受けた。イウカの戦いでは南軍のスターリング・プライス少将の軍隊に対して2面攻撃の一部を担うはずだったが、ローズクランズ軍の戦場到着が遅れ、グラントは他の指揮官エドワード・オード少将に、イウカの南でローズクランズ軍が戦っている音を聞くまで待ち、それから北から攻撃するよう命じた。風向きのせいで音が遮られ、オードやグラントは戦闘の音を聞けず、ローズクランズ軍が単独で戦ったが結果はうまくいった。プライスは敗れてイウカから撤退し、グラントはローズクランズがその敵を攻撃的に追撃しなかったことを批判した。
ローズクランズは次に、第二次コリンスの戦いでアール・ヴァン・ドーンと対峙し、流血の多い2日間の戦いで、ヴァン・ドーン軍はローズクランズの塹壕に入った部隊に攻撃して大きな損失を受けた。戦闘中、ローズクランズが戦死したという噂が流れ、銃声が止んだ時に南軍が撤退し、ローズクランズは馬に乗って前線を巡回して兵士たちを労い、彼が生きていると確認させた。しかしこの時も、グラントから迅速に動けという命令を受けていたにも拘らず、敗れた敵軍に対する追撃は精彩の無いものになり、翌朝まで開始しようとしなかった。ヴァン・ドーンはハッチー橋の戦いでも追撃を逃れることができ、全軍が完璧に破壊されるのを免れた。多くの者の中でもグラントは後に繰り返しローズクランズが慎重に過ぎると責めた（グラントはローズクランズの後継者ジョージ・ヘンリー・トーマスについても同じような愚痴をこぼした）。それでもローズクランズは北部の新聞では英雄扱いだった。10月24日には実効のないドン・カルロス・ビューエルに代わり第14軍団（その後間もなくカンバーランド軍と改名）の指揮を任され、少将に昇進した（志願兵の少将、正規軍の准将に対応する）。グラントはローズクランズがその指揮範囲から外れたことに不満だった。昇進は1862年3月31日に遡っていたので、仲間のトーマス少将よりも上官になった。トーマスはそれ以前にビューエルの後任を提案されていたが、個人的な忠誠心のためにその機会を断っていた。

### ストーンズリバー
ローズクランズの前任者ビューエルがペリービルの戦いの後で南軍の将軍ブラクストン・ブラッグをまとまり無く追撃したために解任された。ローズクランズはまだ同様な用心深さを示しており、その軍隊を再編成して騎兵隊の訓練を改善している間、ナッシュビルに留まっていた。1862年12月初旬までに、最高司令官ヘンリー・ハレックはその我慢ができなくなった。ローズクランズに宛てて手紙を書き、「もし貴方があと1週間ナッシュビルに留まっているなら、私は貴方の解任を阻止できない。」と言った。ローズクランズは「私は義務が何かを知ることよりも他に私にその義務を行わせる刺激を必要としない。解任するとかいうような脅しに対して私は自覚が無いと言うことを許して貰わねばならない。」と答えた。
12月遅く、ローズクランズはブラッグのテネシー軍に対する行軍を開始し、マーフリーズボロの郊外に宿営を張った。ストーンズリバーの戦いは、損失率という点で南北戦争の中でも最も流血の多い戦いになった。戦術的には引き分けたが、ブラッグが先に戦場から軍隊を引き上げた。それでもこの戦闘は数週間前のフレデリックスバーグの戦いでの敗北に続いて北軍の士気にとって重要なものであり、エイブラハム・リンカーン大統領はローズクランズに宛てて、「貴方は我々に骨の折れる勝利を齎した。もし敗北していたら、国は永続できなかっただろう。」と書き送った。この勝利はテネシー州中部に対する南軍の脅威も無力化した。
ローズクランズの第14軍団は間もなくカンバーランド軍と名前を変えた。この軍隊はブラッグに対するタラホーマ方面作戦でわずか500名足らずの損失で勝利を挙げた。ローズクランズはアメリカ陸軍でも最も好感を持たれる将軍の一人になった。部下の兵士には「年寄りのロージー」と呼ばれたが、これはその姓の故だけでなく、「強化されたローマ人」とも表現されるようなその大きく高い鼻の故でもあり、その深酒を嗜む習慣のために赤くなっていたためと考えられる。敬虔なカトリック教徒でもあり、時計の鎖には十字架を着けポケットにはロザリオがあり、夜半過ぎまで参謀と宗教原理について議論を続けることを好んだ。棘のある怒りから（ナッシュビルでのハレックに対する返事がその例）温厚な娯楽まで素早く切り替えることができ、それが部下を慕わせるようにさせた。

### チカマウガ
ローズクランズは戦闘で引っかかりながら進み、その軍隊を細かく管理する傾向があった。このことでチカマウガの戦いでは大きな問題になった。トマス・J・ウッド准将に向けて「（ジョセフ・J・）レイノルズ将軍の師団に接近して支援しろ」と命令を与えた。しかしこのことが戦線に穴を開けさせることになった。北軍が崩壊を何とか免れたのは、ジョージ・H・トーマス少将が戦線の中央を死守する英雄的な行動があったからのことだった。西部戦線でのこの北軍の敗北に続いて、ローズクランズはチャタヌーガに引き返し、そこでチカマウガの勝者であり仇敵でもあるブラクストン・ブラッグの軍に包囲された。ユリシーズ・グラントが西部全軍の指揮官となったときに、ローズクランズをカンバーランド軍指揮官から解任し、後任にはトーマスを据えた。

### ミズーリ
ローズクランズはオハイオ州シンシナティに行って次の命令を待ったが、結局戦闘ではそれ以降大きな役割を担うことは無かった。1864年1月から12月までミズーリ方面軍の指揮を任され、スターリング・プライスのミズーリ襲撃に対して積極的に対抗した。1864年共和党全国大会では、ローズクランズの元参謀長でオハイオ州代議員団長のジェームズ・ガーフィールドがローズクランズに電報を打ってエイブラハム・リンカーンの副大統領候補として出馬するつもりがあるかを打診してきた。その年の共和党は「国民統一党」という一時的な名前でリンカーンと共に戦うタカ派民主党員を求めていた。ローズクランズは曖昧に肯定的な答えを返したが、ガーフィールドが返事の電報を受け取ることは無かった。ローズクランズの友人はアメリカ合衆国国務長官エドウィン・スタントンがそれを抑えて隠したと推測した。
1865年、ストーンズリバーの功績に感謝する形で少将への名誉昇進を果たした。1867年には陸軍から除隊した。

## 外交、政治および遺産
1868年から1869年、ローズクランズは駐メキシコ大使を務めたが、その仇敵グラントが大統領になった時に交代させられた。1869年のオハイオ州知事選では民主党の指名をことわった。メキシコとカリフォルニア州での鉱業経営に復帰し10年間続けた。カリフォルニアではアメリカ合衆国下院議員に選ばれ、これを1881年から1885年まで務め、財務省登録官に指名されて1885年から1893年まで務めた。ローズクランズは1898年にカリフォルニア州レドンドビーチのランチョ・ソーサル・レドンドで死に、アーリントン国立墓地に埋葬されている。カリフォルニア州サンディエゴのフォート・ローズクランズ国立墓地は彼に因んで名付けられ、またロサンジェルス郡南部を東西に走る主要通りローズクランズ・ブールバールも同様である。
ローズクランズの生誕地で子供時代の家の場所には簡単な記念碑が建てられた。オハイオ州サンベリーの直ぐ北、鍛鉄のフェンスで囲まれた巨礫には記念の銘盤があり、彼の名前を付けた田園道路の側にある。

## フィクション
ハリイ・タートルダヴの歴史小説『How Few Remain』の登場人物である。